# Centre de recherche et d'intervention révolutionnaire
Le Centre de recherche et d'intervention révolutionnaire est l'un des groupes de réflexion à l'origine de Mai 68 qui a servi de point de jonction entre les militants catholiques, protestants et athées et d'éditeur d'analyses politiques et sociales.

## Histoire
Laurent Jézéquel, héritier d'une famille protestante et militant des Étudiants unionistes, est le fondateur du Centre de recherche et d'intervention révolutionnaire, avec les dirigeants exclus de la Jeunesse étudiante chrétienne, après que celle-ci ait connu une crise, opposant l'épiscopat aux équipes animant son journal,. 
Parmi ces derniers, les chrétiens Nicolas Boulte et Henri Nallet, anciens dirigeants de la JEC qui ont ensuite fondé la Jeunesse universitaire chrétienne. Les militants issus des deux Églises se retrouvent avec d'anciens cadres de l'UEC comme Pierre Kahn, Alain Forner et André Sénik, ancien dirigeant des « italiens » de l'organisation de jeunesse marxiste, lors de réunions communes au Parc Montsouris, dans un local protestant. 
Trois familles politiques et religieuses s'unissent ainsi:
- Un temps chef de file du courant des « Italiens » (anti-stalinien), André Sénik avait été exclu en 1965 du PCF.
- Nicolas Boulte est de son côté le responsable de l'Association générale des étudiants de l'Institut catholique de Paris et le président la Jeunesse universitaire chrétienne[1], après avoir été le chef de file des dissidents de la Jeunesse étudiante chrétienne.
- Laurent Jézéquel faisait partie des jeunes protestants qui animent Le Semeur (journal), très engagés dans le progressisme et le tiers-mondisme au moment où la JEC et l'UEC (Union des étudiants communistes) subissent, chacune de leur côté, une reprise en main aussi.

Le CRIR s'affirme ainsi comme la fédération des disjonctés, l'alliance des proscrits, et ses publications se lancent dans une « critique politique de la vie quotidienne ». Les militants du CRIR sont aussi très actifs dans le mouvement des Comités d'action lycéens qui émergent en 1966-1967.
En Mai 68, deux de ses animateurs principaux, Laurent Jézéquel et André Sénik, s'allient à l'ancien journaliste Jean Schalit et proposent à l'état-major informel du mouvement (représenté par l'UNEF, la JCR, le Mouvement du 22 mars, les maoïstes et le Comité national d'action lycéen) d'éditer un journal qui va ensuite devenir brièvement quotidien : Action (journal).

### Aux origines du CRIR
- Jeunesse étudiante chrétienne
- Le Semeur (journal)
- Union des étudiants communistes

### Autres articles
- Mouvement étudiant
- Barricades (journal), titre des CAL
- Mouvement lycéen en France